# Josep Maria Villarrubias Guillamet
Josep Maria Villarrubias Guillamet (Barcelona, Barcelonès, 24 de juny de 1943) és un metge català especialitzat en medicina de l'esport.
Especialitzat en Medicina de família (1972) i en Cirurgia ortopèdica i Traumatologia (1979), va rebre el títol de doctor en Medicina a la Universitat Autònoma de Barcelona. Ha estat catedràtic titular de la Universitat Internacional de Catalunya (UIC), a la Càtedra de Traumatologia de l'Esport i va ser responsable de l'àrea mèdica dels Jocs Olímpics de Barcelona de 1992 i president del Comitè Mèdic Nacional dels "Special Olympics". Des de 1984 és Cap del Departament de Cirurgia Ortopèdica i Traumatologia, Rehabilitació i Medicina de l'Esport del Institut Universitari Dexeus. Ha participat en múltiples activitats docents, d'investigació i científiques.
Ha fundat i dirigit l'Institut Català de Traumatologia i Medicina de l'Esport (ICATME), del qual és el president honorífic des del 2009. Ha desenvolupat la seva tasca a favor del tractament integral i quirúrgic de tot tipus d'esportistes, especialment dels pilots motociclistes catalans. És consultor del Futbol Club Barcelona, de la Universitat Austral de Buenos Aires, de l'"Hospital Cedars-Sinaí" de Los Angeles, i de l'Hospital Espanyol de Buenos Aires.